# Заградци (Гацко)
Заградци (Заграци) су насељено мјесто у општини Гацко, Република Српска, БиХ.

## Географија
Налази се у Церничком пољу.

## Становништво
| Демографија | Демографија | Демографија |
| Година      | Становника  | Становника  |
| ----------- | ----------- | ----------- |
| 1961.       | 100         |             |
| 1971.       | 89          |             |
| 1981.       | 45          |             |
| 1991.       | 33          |             |